# روفوس د. هايز
روفوس د. هايز (بالإنجليزية: Rufus D. Hayes)‏ هو قاضي ومحامي أمريكي، ولد في 15 مايو 1913، وتوفي في 12 فبراير 2002.